# شیخ حیدر (صفویه)
شیخ شجاع‌الدین حیدر (۸۹۳–۸۶۳ق) (۱۴۸۸–۱۴۵۹م) از مشایخ صفویه و پدر شاه اسماعیل یکم (مؤسس پادشاهی صفویه) بود.

## دوران کودکی و نوجوانی
شیخ حیدر پسر شیخ جنید و خواهرزاده سلطان اوزون حسن آق قویونلو بود، وی یک ماه پس از وفات پدر به دنیا آمد، اما در نزد اوزون حسن تربیت یافت. بعدها به دنبال کشته شدن جهانشاه قراقویونلو به دست اوزون حسن، در حالی که هنوز سن وی به ده سالگی نرسیده بود، در کنار این فاتح جدید آذربایجان و تحت حمایت او وارد اردبیل شد (۸۴۸ خورشیدی برابر ۸۷۴ قمری). و در همان سنین کودکی، بر وفق سنت معمول پیروان خویش، به تشویق و تأیید آن‌ها به عنوان مرشد کامل و صوفی اعظم، امور بقعه و خانقاه صفوی را از شیخ جعفر تحویل گرفت؛ هرچند جریان امور همچنان در دست جعفر باقی ماند و تا او زنده بود، شیخ‌زاده خردسال برای توسعه دعوت پدران مجالی نیافت.
باوجود این، توسعه دعوت صفوی، که سلطان اوزون حسن هم بی آنکه از ماهیت واقعی آن خبر داشته باشد، آن را تأیید و تسهیل می‌کرد؛ از طریق تبلیغات خلفای شیخ جنید در بین طوایف ترکمان نواحی شرقی آسیای صغیر و حدود دیار بکر و آمد رهبری می‌شد، دراین ایام به ثمر رسید. مقارن وفات شیخ جعفر که حیدر نیز در همان ایام به سنین رشد رسیده بود، از تمام نواحی اطراف، مثل آمد آناتولی، شام به طالش و گیلان، صوفیان وفادار و جان نثار از تاجیک و ترکمان برای تجدید عهد با مرشد کامل و پیر طریقت خود به اردبیل سرازیر شدند. در همان هنگام نیز اوزون حسن دختر خود مارتا را که عالمشاه خاتون یا حلیمه بیگم هم خوانده می‌شد به عقد ازدواج این خواهرزاده جوان و محبوب خود درآورد (۸۵۴ خورشیدی برابر ۸۸۰ قمری). این خویشاوندی مضاعف، شیخ جوان خانقاه صفوی را حیثیت و اعتبار سیاسی بیشتری بخشید.
اوزون حسن در بازگشت از جنگ تفلیس در ۸۵۵ خورشیدی برابر ۸۸۱ قمری درگذشت. به دنبال مرگ سلطان اوزون حسن، شیخ جوان، علی‌رغم از دست دادن حمایت امیران آق قویونلو و حتی مخالفت سلطان یعقوب آق قویونلو، فرمانروای جدید با نقشه هایش؛ ادامه دعوت پدران و سعی در «خروج دین حق» را بر عهده خود لازم دید و انتقام‌گیری از خون پدر را محرک لشکرکشی به ولایت شیروان و دنبال کردن فکر جهاد با طوایف چرکس شمرد.

## تشکیل سپاهی قدرتمند
شیخ حیدر، از همان هجده بیست سالگی که مرگ اوزون حسن او را از توقع کمک ترکمانان مأیوس ساخت، برای از سرگیری جنگ مقدس خویش به تدارک اسلحه و تنظیم سپاه پرداخت و بقعه شیخ صفی تبدیل به نوعی زرادخانه شد. خود شیخ به ساختن شمشیر و نیزه و زره دست زد و با همان جبه دراز از پیش گشاده درویشی و شبکلاه صوفیانه اش با مریدان به تمرین جنگی و استعمال اسلحه پرداخت. به علاوه لباس متحدالشکل صوفیانه‌ای به رنگ کبود هم برای غازیان خویش طرح کرد که از جمله شامل کلاه دوازده تَرَکی به شکل تاج و رنگ سرخ می‌شد؛ دوازده تَرَک آن اشارت گونه‌ای به تعداد امامان شیعه، صورت تاج گونه آن مظهری از سلطنت شیعه، و رنگ سرخ آن نشانه‌ای از شعار خونخواهی از اهل سنت بود. از این رو، پیروان وی را مناسبت آن کلاه، که تمام آن‌ها آن را به جای طاقیه ترکمانی معمول عصر بر سر می‌گذاشتند؛ سرخ کلاهان یا قزل برک یا قزلباش خواندند.

## مرشد کامل و مظهر ولایت برای پیروان
این سرخ کلاهان اکثر ترکمان یا ترک‌زبان بودند و شیخ حیدر جوان برای آن‌ها نه فقط مرشد کامل و پیر طریقت بلکه در عین حال سر کرده جنگی و رهبر واقعی اتحادیه نوپدید قبیله‌های ترکمانی شیعه بود. غیر از صوفیه روملو که از طوایف مختلف ترکمان نواحی آناتولی تشکیل می‌شد، سایر قبیله‌های این اتحادیه عبارت بودند از طوایف استاجلو، تکلو، موصلو، افشار، قاجار، بیات، بهارلو و شیخاوند. البته طوایف (مانند اردوخانلو) و عشایر کوچک و بزرگ دیگری هم به آن‌ها پیوسته بودند که تعدادی از طوایف تاجیک از کرد و طالشی و جز آن‌ها در این شمار درمی‌آمد و اتحادیه قزلباش را تقریباً شامل سی طایفه یا قبیله می‌ساخت. شیخ حیدر در نظر تمام افراد و سرکردگان این طوایف، مرشد کامل، مظهر ولایت و تجسم الوهیت تلقی می‌شد و تمام آن‌ها او را مرشد و پیر و حافظ جان خویش می‌شمردند و برای خروج دین و ظهور دین حق، در موکب او از هیچ گونه جانسپاری و جانبازی و فداکاری دریغ نمی‌کردند.

## رشادتهای شیخ حیدر و خیانت نزدیکان
شیخ هنگامی که بیست و چهار سال یا اندکی کمتر داشت، توانست اسباب خروج دین حق را با اقدام به غزوه کفار چرکس دنبال کند. از این لشکرکشی غنایم بسیار و تعداد زیادی اسیر به اردبیل آورد. چهار سال بعد با تجهیزات کاملتر در همان نواحی دست به یک لشکرکشی دیگر زد که آوازه شجاعت او را در بین مسلمین آن نواحی همه جا نشر کرد و بر تعداد مریدان و سپاهیانش هم افزود. لشکرکشی دیگرش حمله‌ای انتقام‌جویانه به ولایت شروان بود که از آغاز همواره طالب فرصتی برای دست زدن به آن بود، چرا که از آغاز کار همواره مترصد مجالس بود تا انتقام خون پدر را از فرخ یسار شیروانشاه بازستاند.
فرخ یسار که پدر زن یعقوب آق قویونلو بود، برای دفع این حمله از او یاری خواست. یعقوب هم که برادر زن شیخ حیدر و پسر دایی او بود، چون فتوحات و غزوات شیخ‌زاده را با نظر ترس و دل‌نگرانی می‌دید، برخلاف آنچه شیخ‌زاده انتظار داشت ضد او برای کمک به شیروانشاه لشکر فرستاد. در کشمکش‌هایی که بین دو طرف روی داد، شماخی به دست قزلباش عرضه غارت گشت و قلعه گلستان - که بعدها محل انعقاد عهدنامه شوم بین قاجار و سپاه روس گشت - که در این ایام فرخ یسار به آنجا پناه برده بود محاصره شد. اما در یک نبرد سرنوشت ساز که بین سپاه قزلباش با قوای متحد شیروانشاه و آق قویونلو رخ داد، شیخ حیدر کشته شد (۸۶۷ خورشیدی برابر ۸۹۳ قمری). سر بریده او را، فرمانده قوای یعقوب بیگ به تبریز آورد و به امر شاه در شهر به دار آویخت. فرزندان خردسال او به نام سلطان علی، ابراهیم میرزا و اسماعیل میرزا هم، با مادرشان که خواهر یعقوب بیگ بود، به امر او به قلعه استخر فارس تبعید شدند که برای مدتی طولانی در آنجا ماندند.